# Henry Norris (1526-1601)
Henry Norris (of Norreys), Baron Norreys (1525 – 7 mei 1601) was een Engels edelman. Hij was de zoon van Henry Norreys, een van de mannen die werd geëxecuteerd als minnaar van Anna Boleyn. 
Norris huwde met Margaret Williams van Rycote. Uit dit huwelijk kwamen zeven kinderen voort, waarbij de zes zonen door het leven gingen als soldaat. 
- Sir John Norreys (1547 -  1597)
- Sir William Norreys (1548 - 1579)
- Sir Edward Norreys (c. 1550 - 1603), Gouverneur van Oostende in 1590.
- Catherine Norreys (c. 1553 - ?), is de 12e overgrootmoeder van Diana Spencer.
- Sir Henry Norreys (1554–1599), vocht in Nederland en daarna in Ierland, waar hij stierf.
- Sir Thomas Norreys (1556–1599), Lord President van Munster
- Maximilian Norreys (c. 1557 - 1593), vermoord in Bretagne terwijl hij in dienst was van zijn broer John.